# 鈴置保雄
鈴置 保雄（すずおき やすお、1950年5月26日 - ）は工学者。名古屋大学大学院工学研究科長・工学部長や、エネルギー・資源学会会長を務めた。電気絶縁材料の物性、劣化診断や新エネルギーの有効利用、エネルギーシステムに関する研究を行う。

## 略歴
東海高等学校卒。名古屋大学工学部電気学科卒業。同大学院工学研究科博士課程修了。工学博士（名古屋大学）取得。名古屋大学工学部助手、助教授を経て1995年から名古屋大学工学部教授。2010年に工学研究科長・工学部長に就任。日本素材物性学会山崎賞、電気学会電気学術振興賞論文賞受賞。
2015年エネルギー・資源学会会長。2016年に名古屋大学定年退職後、愛知工業大学教授、中部生産性本部副会長、日本学術会議会員。